# Пулінець Павло Миколайович
Павло Миколайович Пулінець (нар. 22 жовтня 1960, місто Цюрупинськ, тепер Олешки Херсонської області) — український діяч, голова Херсонського військово-патріотичного центру «Інтернаціоналіст». Народний депутат України 1-го скликання.

## Біографія
Народився в родині робітника.
У 1979—1981 роках — служба в Радянській армії, обмежений контингент радянських військ в Афганістані.
У 1981—1982 роках — слюсар фабрики покрівельного паперу Херсонського целюлозно-паперового заводу. З 1982 року — розмелювач, сушильник, вантажник, секретар комітету ЛКСМУ фабрики фільтруючих паперів міста Цюрупинська Херсонської області.
Закінчив Одеський державний університет імені Мечникова.
Член КПРС з 1986 по 1990 рік.
З 1989 року — голова Херсонського військово-патріотичного центру «Інтернаціоналіст».
18.03.1990 року обраний народним депутатом України, 2-й тур 57,91 % голосів, 7 претендентів. Входив до фракції «Нова Україна». Секретар комісії ВР України з питань законодавства і законності.

## Нагороди
- медаль «За відвагу»

Нагороджений також медаллю Народно-Демократичної Республіки Афганістан «Воїну-інтернаціоналісту від вдячного Афганського народу», грамотою Президії ВР СРСР «Воїну-інтернаціоналісту».